# 스파이크 스펜서

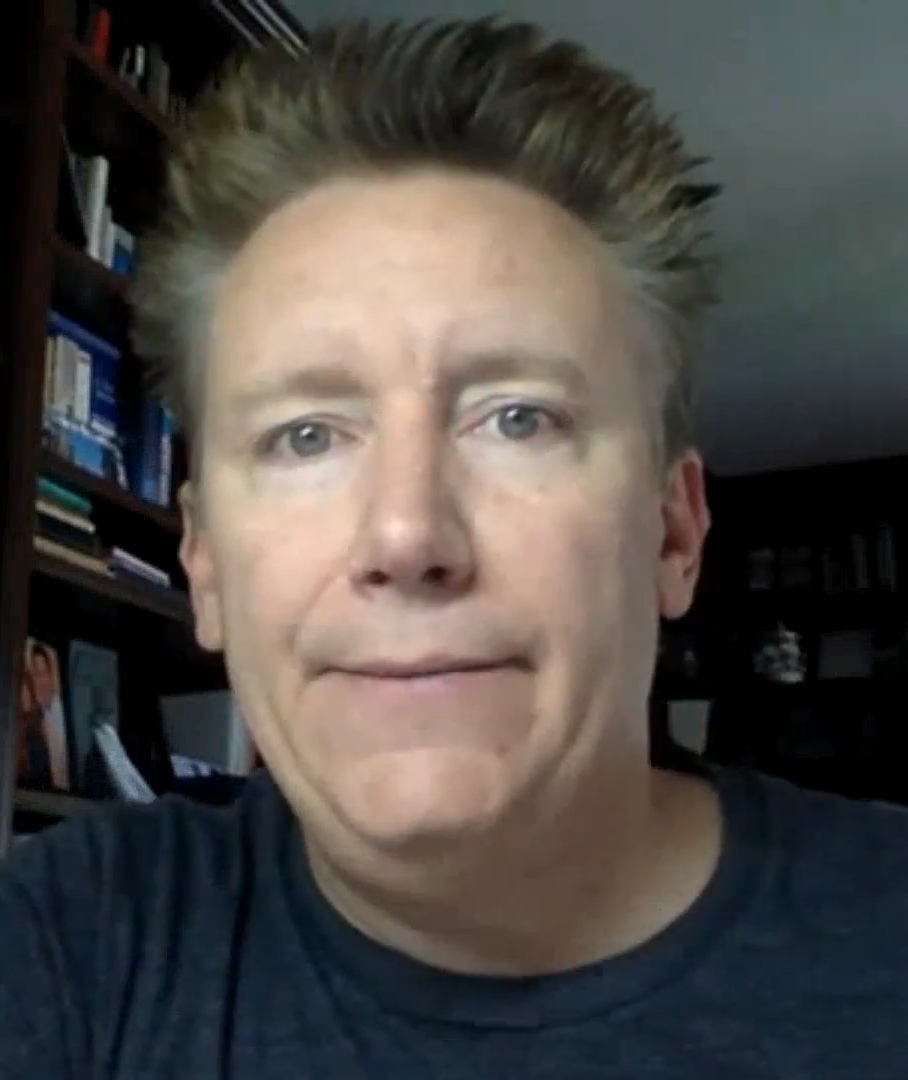

스파이크 스펜서(Spike Spencer, 1968년 12월 21일 ~ )는 미국의 배우, 텔레비전 배우, 성우이다.
휴스턴에서 태어났다.

## 영화
- 에반게리온: 서 (2007년)
- 틴 에이지 마술쇼 (2005년)
- 간츠 (2004년)
- 하트 오브 더 스톰 (2004년)
- 나데시코 더 무비: 더 프린스 오브 다크니스 (1998년)
- 스프리건 (1998년)
- 신세기 에반게리온 - 데스 & 리버스 (1997년)
- 건스미스 캐츠 (1995년)
- 신 해저군함 (1995년)
- 골든 보이 (1995년)
- 더티 페어 플래시 (1994년)